# 蜜柑水

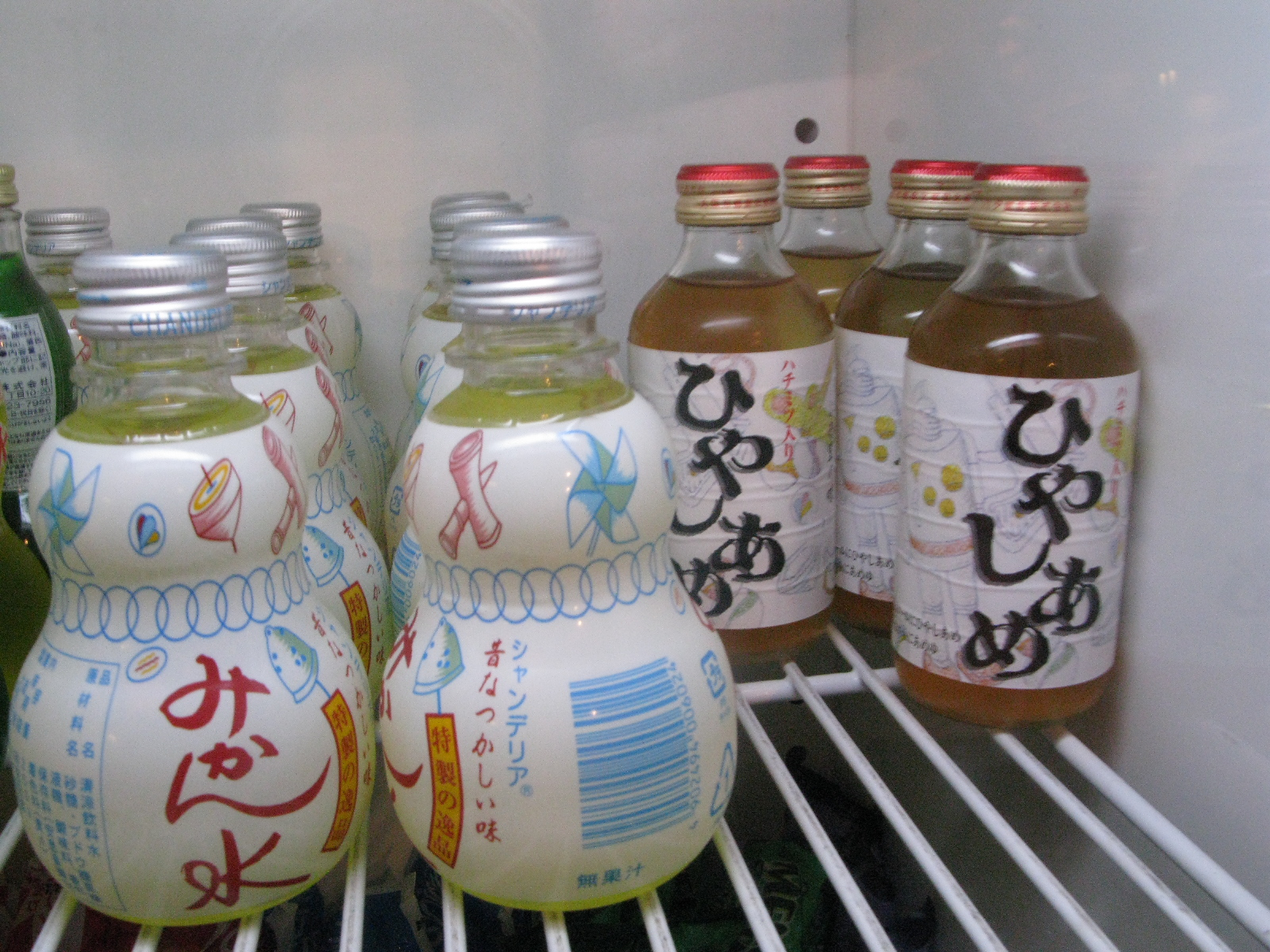
蜜柑水
（左、生産終了済みのハタ鉱泉＝大阪市都島区＝製品）

蜜柑水、みかん水（みかんすい）とは、かつて、日本国内各地で大正時代から昭和時代にかけて飲まれてきた清涼飲料水。沖縄県など一部地域を除いて全国各地の駄菓子屋などで販売されていた。そのほとんどのボトラーが零細企業であり、相次ぐ廃業により淘汰された現在では、製造メーカーが非常に少なく、小売ルートであった駄菓子屋の減少も重なり、稀有な存在になりつつある。

## 概要
仄かな甘味と酸味を加えた、爽やかであっさり味の清涼飲料水。主な原材料は、砂糖・果糖ぶどう糖液糖・酸味料・香料・水など。製品名称に蜜柑名を用いるが、蜜柑味ではなく、無果汁である。特定メーカーのブランド商品ではなく、一般名詞的に複数のメーカーから発売され、駄菓子屋などの一般小売店で販売されてきた。
主なメーカーは、中部地方では澤井飲料（静岡県・廃業）、カゴメ食品（愛知県・廃業）。関西地方ではかつて神戸市兵庫区・長田区にメーカーが十数社あり、各社とも味をリンゴに見立てた「アップル」の同一商品名で製造販売していたが、主な小売ルートであった地場の銭湯やお好み焼き店が阪神・淡路大震災後に激減した影響で軒並み廃業し、唯一残った兵庫鉱泉所。（長田区菅原通1丁目）製「アップル」が、現在も年間15万本を出荷して神戸下町のご当地飲料として親しまれている。
この蜜柑水とは別に、チルド飲料メーカーエルビーが2009年から低果汁入り清涼飲料水「さわやか みかん水」を製造販売している。同商品は元の蜜柑水とは無関係の蜜柑味飲料で、蜜柑果汁を2%加えており、容器は紙パックである。

## 容器
一般的に王冠で密栓した通常の瓶を用い、洗浄して再使用される。通常、割れるまで使用され、兵庫鉱泉所製「アップル」の場合、約30年にわたって使用している瓶も存在する。個々の飲料水メーカーで使用する瓶形状は異なるが、再利用可能である特性を生かし、廃業した同業者から譲渡された別ブランドの瓶を混用しているケースも珍しくない。一部では、ペットボトルも存在する。